# Mary Caldwell Dawson
Mary Cardwell Dawson (Madison, Caroline du Nord, le 14 février 1894—19 mars 1962) était une chanteuse et pianiste américaine.
Elle est principalement connue pour avoir fondé la Compagnie nationale d'opéra noir (en) (1941-1962), ainsi que pour avoir enseigné le piano au jeune Ahmad Jamal.